# Ludwig Klingemann

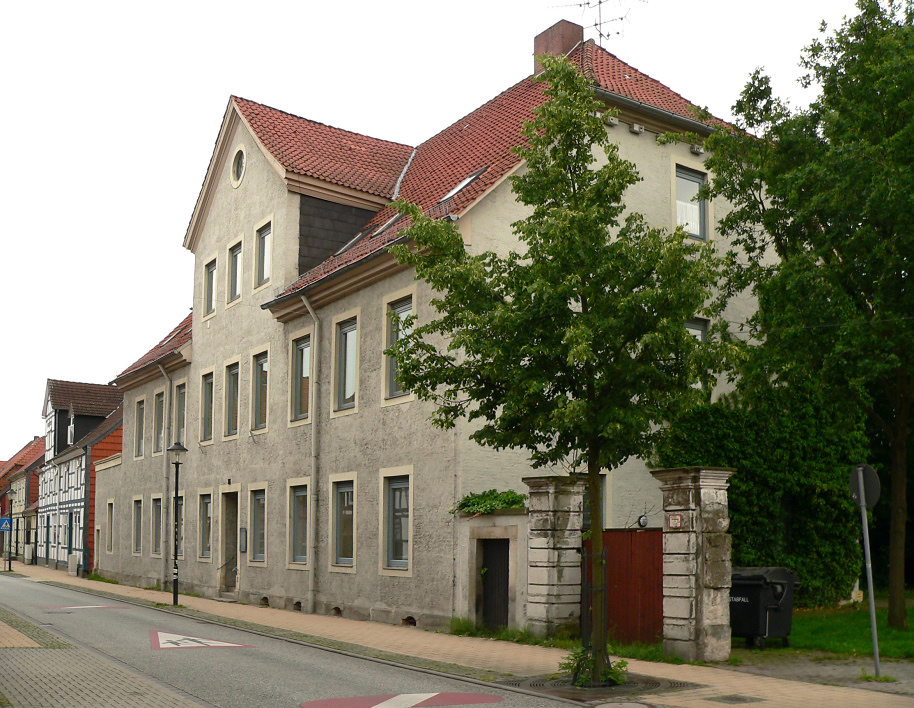
1801 errichtetes Gebäude des Amtes Vorsfelde, später Amtsgericht Vorsfelde, heute Ludwig-Klingemann-Haus

Ludwig Klingemann (* 2. Januar 1887 in Sachsenhagen; † 12. Juni 1942 in Schöningen) war ein deutscher Maurer und Arbeiterführer der USPD sowie der SPD in Vorsfelde in der Zeit der Weimarer Republik.

## Leben
Klingemann erlernte das Maurerhandwerk, konnte aber infolge einer Schussverletzung im Ersten Weltkrieg seine Tätigkeit als Maurermeister nicht mehr ausüben. Er nahm noch im Krieg eine Stellung als Schrankenwärter bei der Reichsbahn an. Nach Kriegsende und Einsetzen der Novemberrevolution gehörte er neben 5 weiteren Personen einem gewählten Arbeiter- und Soldatenrat in Vorsfelde an. Auf die Ereignisse in der Region nahm vor allem die Novemberrevolution in Braunschweig Einfluss.
Später gründete Klingemann eine Ortsgruppe der USPD in Vorsfelde, deren Vorsitzender er wurde. 1919 zog er für die Partei in den Gemeinderat Vorsfelde ein, wo er sich zunächst für Wohnraumangelegenheiten und Lebensmittelverteilung engagierte. Als sich SPD und USPD 1922 vereinigten, wurde Klingemann zum Vorsitzenden der neu gebildeten SPD-Ortsgruppe in Vorsfelde gewählt. Ab Mitte der 1920er Jahre saß er für Vorsfelde als SPD-Kreistagsabgeordneter im Kreistag Helmstedt. Klingemann gehörte in Vorsfelde dem Arbeiterschützenverein an und war Vorsitzender des örtlichen Arbeitergesangvereins.
Nachdem die NSDAP ab den 1930er Jahren stark in Vorsfelde vertreten war, wurde Klingemann nach der „Machtergreifung“ 1933 zu ihrem Hauptziel. Sie nutzte ihre Macht und terrorisierte Klingemann. Im März 1933 wurde er nach Helmstedt verbracht und misshandelt. Dort wurde er zu seinem „freiwilligen Rücktritt“ von seinen Posten gezwungen. Er unterschrieb am 29. März 1933 eine Erklärung, in der er seinen Austritt aus der SPD erklärte und sein Kreistagsmandat niederlegte. Am Folgetag löste sich die SPD in Vorsfelde selbst auf.
Im Juni 1942 wurde Klingemann von Vorsfelder SS- und SA-Angehörigen verhaftet und nach Schöningen verschleppt. Dort wurde er in einer Gaststätte zu Tode geprügelt. Die Täter wurden gerichtlich nie verfolgt.

## Gedenken

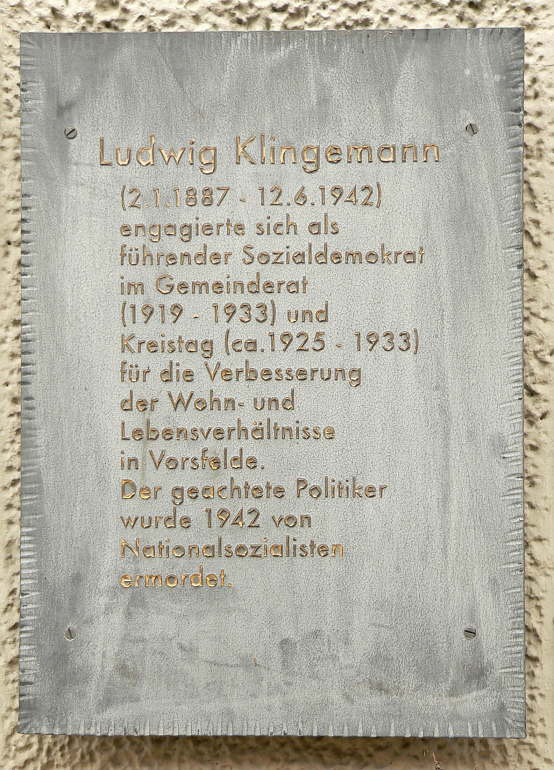
Gedenktafel am Ludwig-Klingemann-Haus

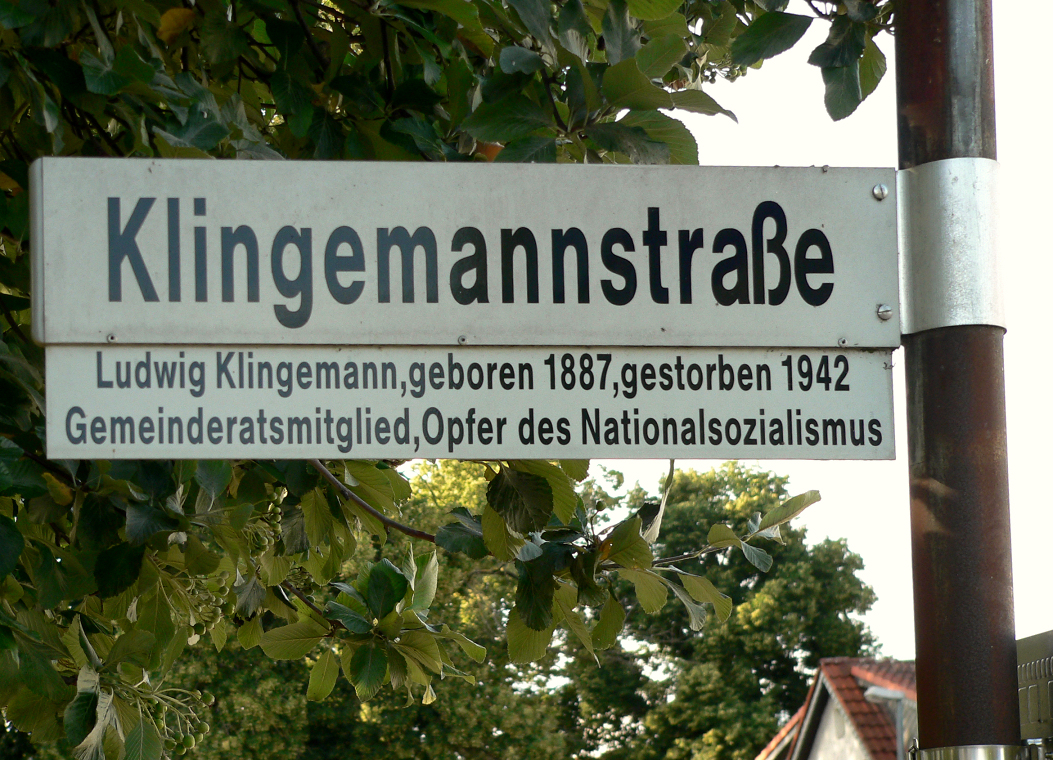
Nach Ludwig Klingemann benannte Straße in Vorsfelde

Nach dem Zweiten Weltkrieg wurde 1946 eine Straße in Vorsfelde-Süd nach Klingemann benannt. Etwa in den 1990er Jahren wurde in der Altstadt das frühere Amtsgerichtsgebäude, das 1801 für das Amt Vorsfelde entstanden war, in ein Haus für Vorsfelder Vereine umgewandelt und erhielt den Namen „Ludwig-Klingemann-Haus“.
2017 sprach sich ein Historiker dafür aus, neben der Benennung einer Straße und eines Hauses, Ludwig  Klingemann die ihm zustehende Würdigung zukommen zu lassen. Er sprach sich für einen Raum im Ludwig-Klingemann-Haus mit weiteren Informationen zu ihm und die Aufstellung eines Denkmals vor dem Vorsfelder Rathaus aus. Dem Vorschlag des Historikers sollte das Denkmal Klingemann und den früheren Vorsfelder Bürgermeister Carl Grete zeigen, der sich im 19. Jahrhundert für die Einheit Deutschlands und für Meinungsfreiheit eingesetzt hat.